# Приморские Альпы (горы)
Приморские Альпы (фр. Alpes Maritimes [alp maʁitim]; итал. Alpi Marittime [ˈalpi maˈrittime]) — горы, часть Альп на юго-востоке Франции, на границе с Италией (часто к ним также относят Лигурийские Альпы в Италии).
Приморские Альпы отделяются от Лигурийских Альп (на востоке) перевалом Танд (Тенде), от Котских Альп (на севере) — перевалом Ларш (Маддалена).
На юге горы спускаются к Лигурийскому морю. Побережье в этом районе образует Французскую Ривьеру (г. Канны, Ницца и другие).
Основные массивы и вершины свыше 3000 м:
- Меркантур:
  - Жела (3143 м), Маледи (3059 м), Клапье (3045 м), Тет-де-Сигюре (3032 м), Тенибр (3031 м), Корборан (3007 м);
- Арджентера:
  - Арджентера (3297 м), Наста (3108 м), Матто (3088 м), Браус (3067 м), Брокан (3054 м);
- Пела:
  - Пела (3050 м), Симе (3020 м);
- Предальпы Грас:
  - наивысшая точка — Пюи-де-Ран (1996 м);
- Предальпы Ниццы:
  - наивысшая точка — Пуэнт-де-Труа-Коммюн (2080 м).

Название Приморских Альп дано также одному из департаментов Франции.